# Chrysoperla deserticola
Chrysoperla deserticola là một loài côn trùng trong họ Chrysopidae thuộc bộ Neuroptera. Loài này được Hölzel & Ohm miêu tả năm 2003.